# Graafschap Geleen en Amstenrade
Het graafschap Geleen (vanaf 1664: het graafschap Geleen en Amstenrade) werd op 16 mei 1654 door koning Filips IV van Spanje verheven en bestond uit de voormalige heerlijkheid Geleen, waartoe ook Spaubeek behoorde, en het kasteel Sint-Jansgeleen dat het bestuurscentrum van het graafschap werd.
Het graafschap lag, sinds het Partagetraktaat van 1661, in het Spaanse deel van de Landen van Overmaas in de Zuidelijke Nederlanden dat een onderdeel was het Heilige Roomse Rijk.

## Geschiedenis

### Van heerlijkheid Geleen naar graafschap Geleen
Op 20 januari 1558 verhief koning Filips II van Spanje de kerspels Geleen en Spaubeek, met het kasteel Sint-Jansgeleen en de daarbij behorende grond, tezamen tot de heerlijkheid Geleen. Vanaf dit moment had Geleen een eigen lokale Heer. De eerste Heer van Geleen was Arnold II Huyn van Amstenrade. Zijn nazaten bleven eigenaar van deze heerlijkheid tot de oprichting van het graafschap Geleen in 1654.

### Van heerlijkheden Oirsbeek en Brunssum naar graafschap Geleen en Amstenrade
In 1609 werd de schepenbank van Oirsbeek, bestaande uit Oirsbeek, Amstenrade, Bingelrade en Merkelbeek, en de schepenbank van Brunssum, bestaande uit Brunssum, Schinveld en Jabeek, door de Spaanse regering verpand aan Arnold III Huyn van Geleen. Vanaf 1557 waren deze reeds verheven tot de heerlijkheden Oirsbeek en Brunssum.

In 1610 droeg Arnold III de heerlijkheid Oirsbeek en de heerlijkheid Brunssum over aan zijn neef Werner Huyn van Amstenrade. Deze heerlijkheden werden later, in 1654, samen met de heerlijkheid Geleen verheven worden tot een graafschap: het graafschap van Geleen en Amstenrade.
Op  20 december 1663 werden de heerlijkheden Oirsbeek en Brunssum bij Geleen gevoegd. Op 26 februari 1664 werd het uitgebreide graafschap te Brussel verheven. Hiermee werd Arnold V Wolfgang Huyn van Geleen graaf van Geleen en Amstenrade. Ook voor het graafschap Geleen en Amstenrade bleef Kasteel Sint-Jansgeleen het bestuurscentrum. Echter doordat Kasteel Amstenrade niet alleen het stamslot van alle Huyns was, maar ook de voornaamste verblijfplaats was van het grafelijk gezin en doordat het meer centraal gelegen was, werd het meer geschikt om als castrum officiale van het hele gebied te fungeren. Hierdoor kreeg Kasteel Amstenrade een zeker overwicht op Kasteel Jansgeleen.
Het is opmerkelijk dat men toen ging spreken over het graafschap Geleen en Amstenrade. Het zou logischer zijn geweest om het graafschap Geleen, Oirsbeek en Brunssum te noemen, naar de plaatsen waar de rechtbanken gevestigd waren.

## Bestuurders

### Graven
Het graafschap kende de volgende graven:
| Van  | Tot  | Graaf                                                | Opmerking |
| ---- | ---- | ---------------------------------------------------- | --- |
| 1654 | 1668 | Arnold V Wolfgang Huyn van Geleen                    | Tot 1664 graaf van het graafschap Geleen, daarna van het graafschap Geleen en Amstenrade. |
| 1668 | 1732 | Maria Dorothea, prinses van Salm                     | Verkrijging door vererving, na het overlijden van haar grootvader Arnold V Wolfgang Huyn van Geleen. |
| 1732 | 1740 | Élisabeth Alexandrine, prinses van Salm              | Nicht van Maria-Dorothea van Salm. Zij verkrijgt het graafschap door vererving. Zij huwde met Claudius Lamoraal II, prins De Ligne.                                                                               |
| 1740 | 1767 | Claudius (Claude, Karel) Lamoraal II, prins de Ligne | Verkrijging door het overlijden van zijn echtgenote Élisabeth Alexandrine van Salm. |
| 1767 | 1779 | Charles-Joseph, prins de Ligne                       | Verkrijging door vererving na het overlijden van zijn vader Claudius de Ligne. |
| 1779 | 1784 | Nicolaas de Willems                                  | Verkoop van het graafschap door Charles-Joseph de Ligne aan Nicolaas de Willems, een rijke handelaar uit Luik. |
| 1784 | 1788 | Baronne Victoria de Hayme de Bomal                   | Nicolaas de Willems vermaakte het graafschap aan zijn nicht Baronne de Hayme de Bomal, echtgenote van Romain Joseph, graaf de Marchant et d’Ansembourg.                                                           |
| 1788 | 1794 | Jean-Baptiste Marchant et d’Ansembourg               | Volgde zijn moeder Victoria de Hayme de Bomal op en werd de laatste graaf van het graafschap. Hij is de stamvader van de huidige graven de Marchant et d’Ansembourg, de huidige eigenaren van kasteel Amstenrade. |

### Drossaards
Het graafschap kende de volgende drossaards:
| Van  | Tot  | Drossaard                           |
| ---- | ---- | ----------------------------------- |
| 1654 | 1683 | Jan van den Stock                   |
| 1683 | 1686 | G. van Nierbeek                     |
| 1686 | 1726 | Gerard Duijker(s)                   |
| 1726 | 1753 | L. Duijker                          |
| 1753 | 1764 | Re(i)nier Corten                    |
| 1764 | 1766 | W. Franssen                         |
| 1766 | 1783 | Nicolaus Strens                     |
| 1783 | 1794 | Nicolaus Franciscus Josephus Strens |

## Opheffing van het graafschap
Met het einde van het ancien régime werd het graafschap in 1794 opgeheven. Dit ging per 1796 over naar de gemeente Geleen.
In 2001 ging Geleen samen met Sittard en Born op in de nieuwe gemeente Sittard-Geleen (oorspronkelijk gemeente Sittard-Geleen-Born genoemd).

## Titelclaim
De advocaat en procureur Frans Jacobus Leufkens (1890-1960) had op een bepaald moment zijn voorvaderen nagelopen, en het bleek volgens hem zo te zijn dat hij afstamde van het adellijke huis Huyn van Amstenrade (via Petrus Leufkens van Merkstein > Goswinus van Anstel van Prickenscheid > Olivier Huyn van Anstel)  . Amstenrade heette oorspronkelijk Anstenroden, waar de nazaten van Ansfridus van Anstelen op Kasteel 's-Herenanstel resideerden).
Hij ging hierbij niet over een nacht ijs, want hij raadpleegde het Algemeen Rijksarchief in Brussel, het Rijksarchief in Maastricht, het gemeentearchief in Heerlen, het Staatsarchiv in Düsseldorf, en de Staatsbibliotheek te Berlijn. Hij deed voorts ook nog onderzoek in particuliere archieven en correspondeerde met de bekende Duitse adelsgenealoog Ernst von Oidtman .
Hij deed ook zijn vader, de kunstschilder Hubert Frans Leufkens (1863-1956) beïnvloeden, want uit diverse krantenknipsels blijkt dat deze zich vanaf 1923 een gegeven moment ook Leufkens van Anstel is gaan noemen . In 1951 wordt er gemeld: "Frans Leufkens van Anstel wordt acht en tachtig jaar. [..] Zijn geslacht kan er prat op gaan te behoren tot een der oudste geslachten van ons gewest" .
Ook Frans Jacobus vermeldde zichzelf als secretaris Leufkens von Anstel bij het Limburgs Geschied- en Oudheidkundig Genootschap , en noemde zijn zoon (1929-2019) zelfs Ansfried, naar de stamvader.  
Vanaf 1926 probeerde Leufkens zijn claim formeel te maken, en diende hiertoe een verzoekschrift in bij koningin Wilhelmina. Hij verzocht hierin om de titel baron Leufkens van Anstel, graaf van Geleen en Amstenrade. De Hoge Raad van Adel bracht echter een negatief afvies uit wegens te weinig bewijs. Ook bij een herzienningsverzoek kreeg Franciscus Hubertus De Anstela Dictus Leufkens Comes de Geleen et Amstenrade een afwijzing . 
In latere jaren noemde hij zich onder andere nog: Souverein Graaf van Geleen en Wachtendonk,  Doctor juris Leufkens von Anstel-Prickenscheid, Leufkens van Merkstein zu Dammerscheid, Stadhouder van het graafschap Geleen, of simpelweg Vorst .   
Ook meende Frans Jacobus als 'vorst' bijzondere rechten te hebben, zoals het niet hoeven te voldoen aan het betalen van belasting of verkeersboetes. Om deze soevereiniteit te testen lokte hij overtredingen uit en pleegde zelfs een inbraak,  
Daar bleef het echter niet bij: Leufkens ging ook eigendommen claimen, zoals Kasteel Sint-Jansgeleen te Spaubeek, Kasteel Cortenbach te Voerendaal, Kasteel Reijmersbeek in Nuth, kasteel Ehrenstein in Kerkrade, kasteel Terborch in Schinnen, Huize Wachtendonk bij Krefeld en Kasteel Amstenrade. Bij die laatste werd de daadwerkelijke eigenaar, de adellijke familie De Marchant et d'Ansembourg gedagvaard.  
Ook eiste Leufkens via diverse rechtszaken om alsnog in de adelstand te worden erkend, uitgaand van de hierboven genoemde afstammeling . Echter al deze rechtszaken werden niet in zijn voordeel beslecht. Integendeel: hij zou er zelfs zijn baan als advocaat door verliezen. Hij werd namelijk geroyeerd omdat hij "den eer van den stand der advocaten zou schaden" .  
Ook de president van het Gerechtshof 's-Hertogenbosch maakte korte metten met de ambities van Leufkens: "Dat is onzin! Er bestaat geen graaf van Geleen [meer] en U hebt niet eens bewezen, dat U een afstammeling bent van die Heeren. We hebben wel wat anders te doen dan zulke praatjes aan te horen" .  
Daarnaast kreeg Leufkens in het Rijksarchief te Maastricht een archiefverbod opgelegd wegens het niet-betalen voor fotokopieën, maar vooral ook omdat hij ging claimen dat bepaalde archiefstukken zijn eigendom waren .   
Door alle rechtszaken haalde hij de landelijke pers, waarbij er spottend over "Zijne Hoogheid" werd gesproken. De hierboven genoemde president van de rechtbank meldde in niet mis te verstane woorden: "Hier in Nederland lacht men er ook over, U moet er hier de bladen maar eens over lezen" .  
Tijdens de rechtszaken concludeerde een psychiater in Bonn wel nog dat "de verdachte wel degelijk goed bij zijn hoofd was, al had men daar gaarne aan willen twijfelen" .   
Ook de broer van Frans Jacobus, Ferdinand Frederik († 1957), noemde zich overigens 'bestuurder van de buitenlandse stichting van het Graafschap Geleen" . Uiteindelijk heeft Leufkens en zijn familie de zo gezochte erkenning nooit verkregen .   
Een journalist constateerde na een bezoek aan de redactie toepasselijk: "Toen verliet Z.H. wederom ons bureau, zonder uiterlijk vertoon, eenvoudig als een gewone burger; zooals hij gekomen was" .  